# パラノーマル・アクティビティ4
『パラノーマル・アクティビティ4』（Paranormal Activity 4）は、2012年のアメリカ合衆国のホラー映画である。『パラノーマル・アクティビティ』シリーズの4作目であり、前作と同じくヘンリー・ジューストとアリエル・シュルマンが監督し、脚本は新たにクリストファー・B・ランドンが執筆した。アメリカ合衆国ではパラマウント映画配給で2012年10月19日に、日本では2012年11月1日に公開された。時系列的には『パラノーマル・アクティビティ2』の5年後の物語である。
本作に出演したスティーヴン・ダンハムは公開1か月前の2012年9月14日に心臓発作で亡くなっており、この映画が遺作となった。本作のエンドロールの途中には"In Memory of STEPHEN DUNHAM"（スティーヴン・ダンハムを偲んで）と追悼メッセージが挿入されている。

## ストーリー
2011年11月、ネバダ州ヘンダーソン。女子高校生のアレックスは小さな弟のワイエットと両親と一緒に暮らしていた。ある時、向かいの家に住んでいる母子家庭のロビーを母親が救急車で運ばれてしまったために家に預かることになる。そんなある日、アレックスのボーイフレンドのベンにチャットカメラでアレックスが寝ているところを録画した映像を見せられ、そこに映っていたロビーの奇行に気味悪く感じてしまうのだった。そして、次々に起こる奇妙な出来事の真相を確かめるためにアレックスとベンは家にあるパソコンを使って家の様子を監視し始めた。誰もいない空間に話しかけるロビー、次第に心を閉ざすワイエット。一体この家で何が起こっているのだろうか？アレックスは真相を突き止めようとするのだった。

## キャスト
※括弧内は日本語吹替
- ケイティ - ケイティー・フェザーストン （若原美紀）
- アレックス - キャスリン・ニュートン（清水理沙[5]）
- ベン - マット・シヴリー（田谷隼）
- ダグ - スティーヴン・ダンハム（林和良）
- ホリー - アレクソンドラ・リー（永木貴依子）
- ロビー - ブレイディ・アレン（的場加恵）
- ワイエット - エイデン・ラヴカンプ（Lynn）
- クリスティ - スプレイグ・グレイデン（高橋理恵子）